# Steatoda punctulata
Steatoda punctulata là một loài nhện trong họ Theridiidae.
Loài này thuộc chi Steatoda. Steatoda punctulata được miêu tả năm 1898 bởi Marx.